# Žlutice

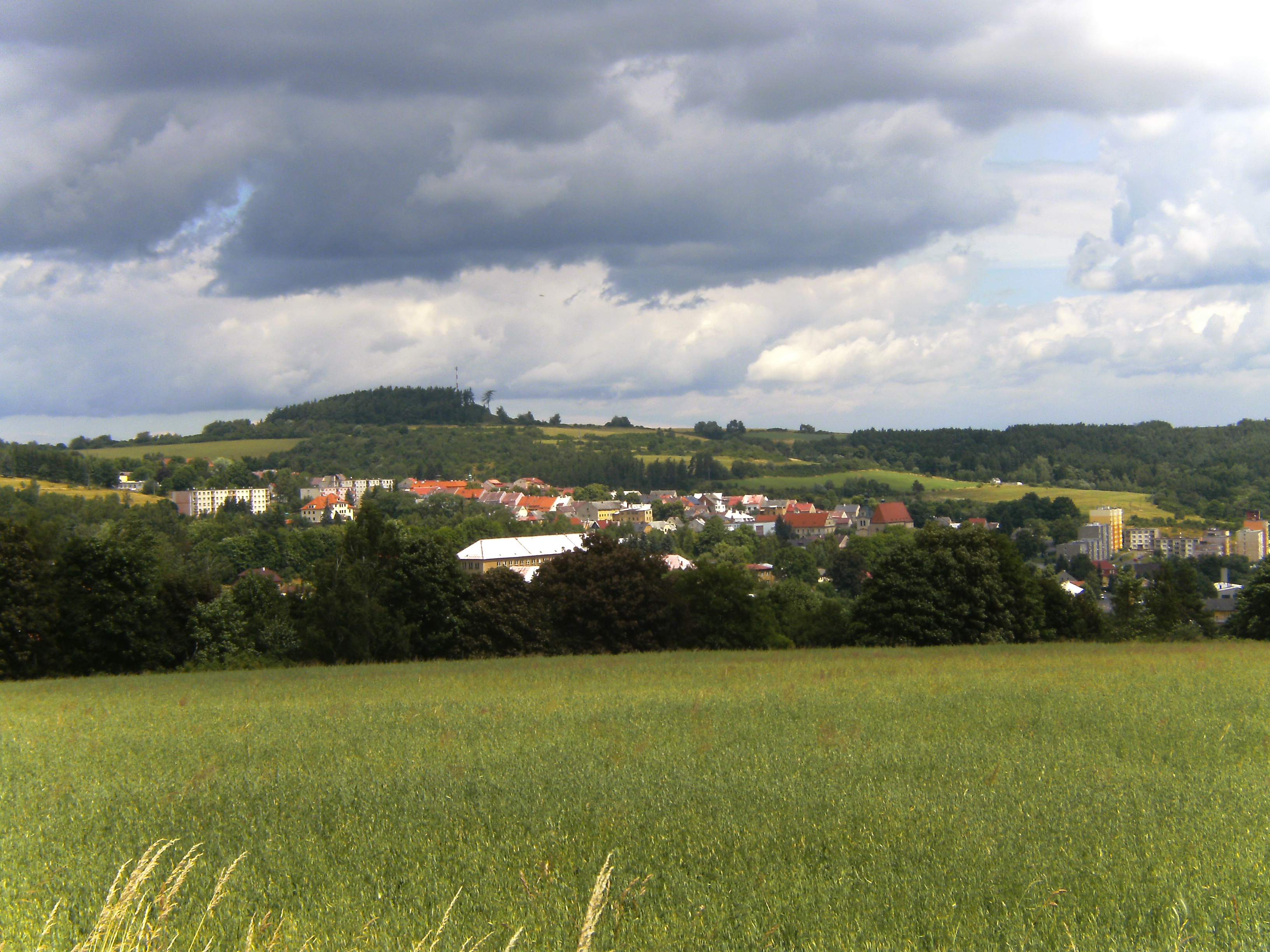
Landschaftliche Umgebung

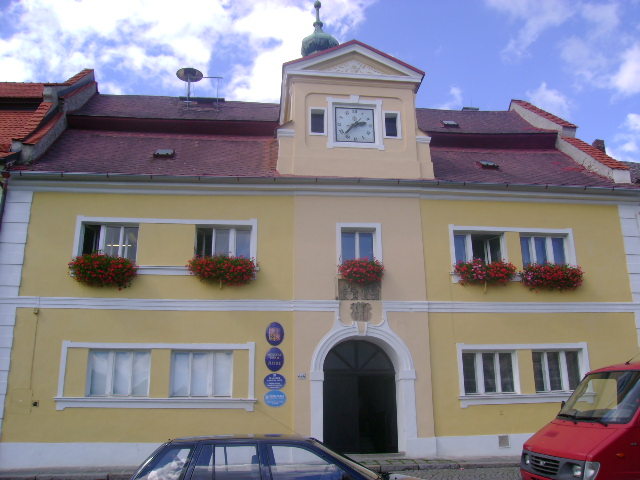
Rathaus

Žlutice (deutsch Luditz) ist eine Kleinstadt im Karlovarský kraj in Tschechien.

## Geographie

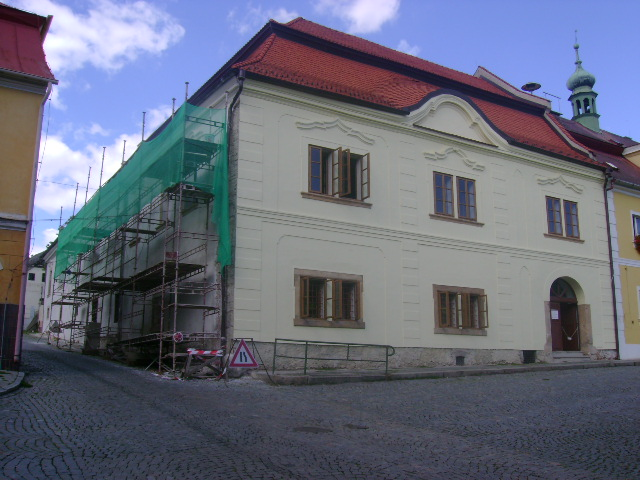
Stadtmuseum

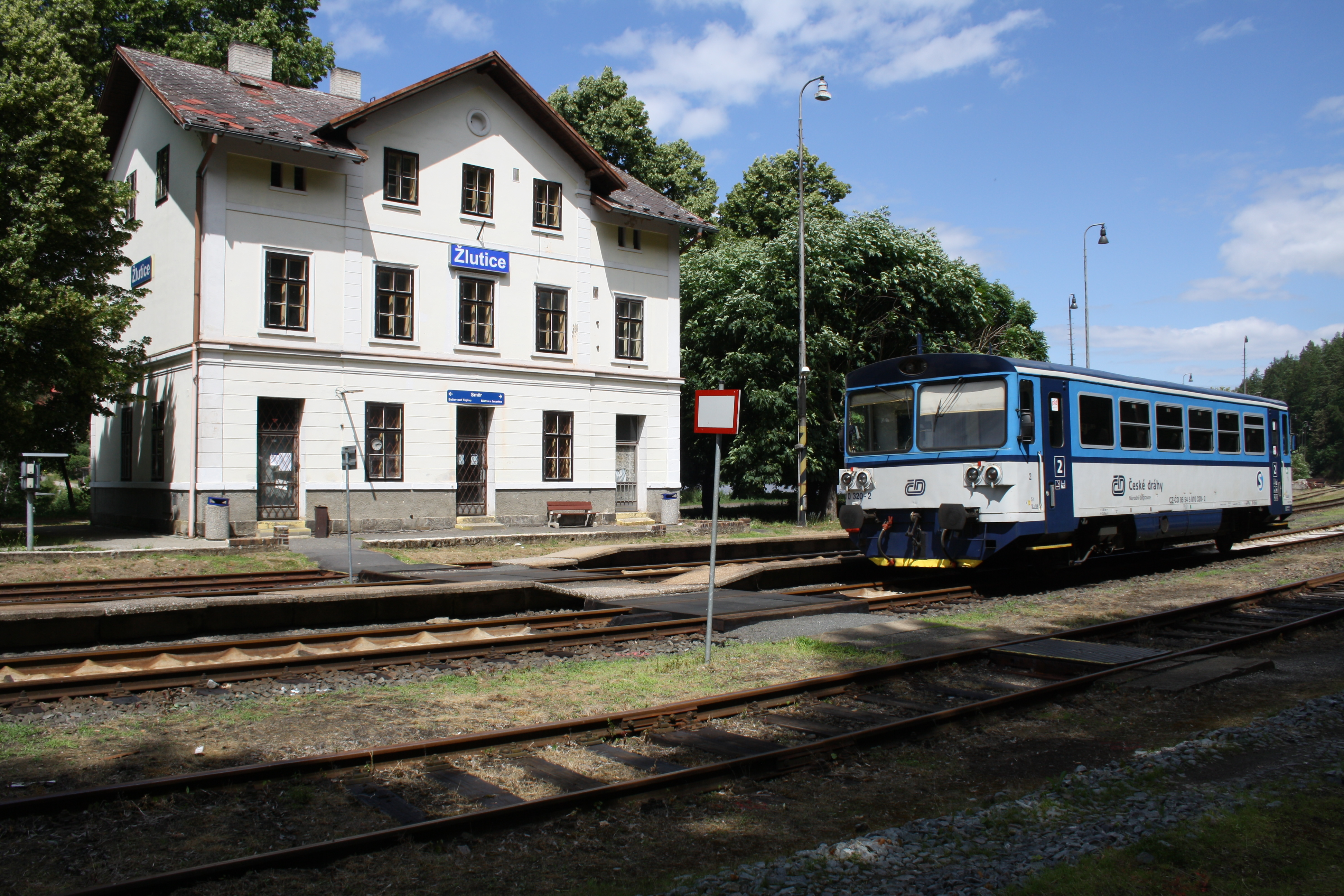
Bahnhof

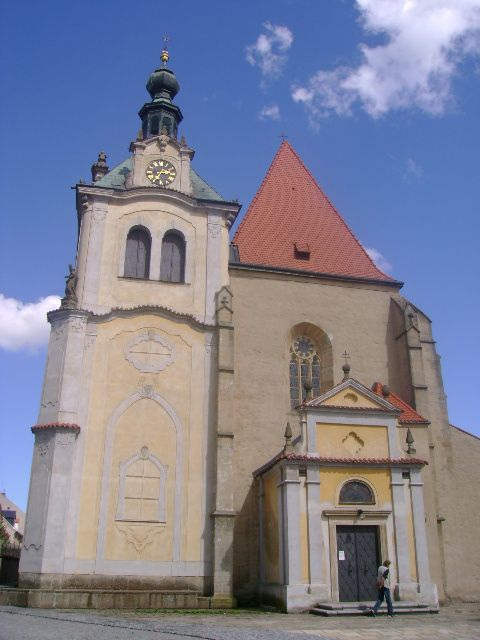
Kirche St. Peter und Paul

Die Stadt liegt in Westböhmen an einem Südosthang südlich des Duppauer Gebirges (Doupovské Hory) und nordöstlich des Tepler Hochlandes (Tepelská vrchovina), in einer Höhe von etwa 450 m über dem Meeresspiegel. Durch den Südteil der Stadt fließt die Střela (Schnella). Westlich der Stadt befindet sich die Trinkwassertalsperre Žlutice.
Fünf Kilometer nördlich von Žlutice verläuft die Nationalstraße 6 von Eger über Karlsbad nach Prag; die Entfernung (Luftlinie) nach Karlsbad beträgt 25 km Richtung Nordwest. Südlich der Stadt erhebt sich der Berg Nevděk und im Südosten der Vladař.

## Geschichte

### Gründung bis zum 18. Jahrhundert
Der tschechische Stadtname „Žlutice“ stammt vermutlich vom Namen des Stammvaters eines Geschlechtes namens „Žlutici“ ab. Die erste geschichtliche Nachricht über Luditz stammt aus dem Jahre 1140, als Ritter Zdimir dem Kloster Kladruby u. a. das Dorf „Zlutic“ schenkte. Zwischen 1306 und 1341 wurde daraus eine Stadt mit Egerer Recht. Schon im 13. Jahrhundert (1214: „civitatem Ludicz“) wurde der Stadtname in der deutschen Form ohne Anfangs-Z geschrieben. Auch in den Bestätigungsbüchern der Prager Diözese findet man von 1356 bis 1435 durchweg die deutsche Schreibweise Luticz. In der Zeit der alten böhmischen Großkreise gehörte Luditz ab ca. 1350 bis 1751 zum Saazer Kreis, 1751 bis 1850 zum Elbogener Kreis.
Die erste Nachricht von einer Schule in Luditz stammt vom 16. August 1371, als der „Kleriker Benda, Rektor der Schulen in Luticz“ zum Pfarrer von Stiedra eingesetzt wurde. Laut den Errichtungsbüchern war die Pfarrkirche seit 1375 mit einem eigenen Priester besetzt. Während der Hussitenkriege wurde die Stadt 1422 von den Taboriten erstürmt und größtenteils zerstört. Im 16. Jahrhundert stand vor allem das Tuchmachergewerbe in Blüte. 1542 verpfändete Heinrich IV. von Plauen, Burggraf von Meißen und Oberstkanzler von Böhmen, die Herrschaft Luditz auf fünf Jahre dem Grafen Lorenz Schlick. Er förderte die Reformation und holte als Hofprediger den lutherischen Theologen Johannes Criginger aus Wittenberg.
1575 kaufte Georg Adam Kokorowetz Ritter von Kokořowa die Herrschaft für 33.000 Schock Groschen. 1637 wurde Peter Georg Kokorowetz in den Freiherrenstand und 1680 Ferdinand Hroznata Kokorowetz in den Grafenstand erhoben. Letzterer ernannte mit Wirkung vom 22. Juli 1698 die Herrschaft Luditz samt Thönischen zu Gunsten seines ältesten Sohnes Peter Franz zu einem Majorat, während die andere Hälfte seiner Besitztümer seinen übrigen Kindern als Allodium zufiel. Bis 1878 blieb Luditz in Besitz der Familie. Seit 1712 ziert den Ringplatz eine Dreifaltigkeitssäule.

### 19. und 20. Jahrhundert
1847 zählte die Schutz- und Municipalstädtchen mit der oberen und unteren Vorstadt 271 Häuser mit 1758 Einwohnern. Sie war von einer Mauer umgeben und 2 Toren, das sogenannte Chiescher und Theusinger-Tor. Luditz hatte sein eigenes (katholisches) Pfarramt, die Stadtpfarrkirche St. Peter und Paul sowie eine Friedhofskirche Zur Hl. Dreifaltigkeit. Luditz war außerdem der Sitz eines katholischen Dekanats. Nach Aufhebung der Patrimonialgerichtsbarkeit wurde der Gerichtsbezirk Luditz gebildet. Nach der Verwaltungsreform 1850 gehörte Luditz bis 1938 zum Politischen Bezirk Luditz und dessen Gerichtsbezirk Luditz.
Der Ort gehörte bis zum Ende des Ersten Weltkriegs 1918 zum Kronland Böhmen der österreich-ungarischen Monarchie. Nach der Proklamation der Tschechoslowakei am 28. Oktober 1918 wurde auch Luditz von tschechischen Truppen besetzt. Der Einmarsch von Einheiten des Infanterieregiments 35 aus Pilsen erfolgte hier am 6. Dezember 1918, die deutsche Volkswehr leistete keinen Widerstand. Im Jahr 1919 wurde Luditz von den Siegermächten offiziell der neu geschaffenen Tschechoslowakei zugeschlagen. Bei der Volkszählung 1930 hatte Luditz 2019 Einwohner, nur 139 davon waren Tschechen.
Aufgrund des Münchner Abkommens kam Luditz 1938 zum Deutschen Reich und gehörte bis 1945 zum Landkreis Luditz, Regierungsbezirk Eger, im Reichsgau Sudetenland. Am 8. Mai 1945, dem letzten Tag des Zweiten Weltkriegs, gelangten Soldaten der 97. US-Infanteriedivision in die Stadt. Die US-Truppen trafen in der Nähe des Ortes auf Soldaten der Roten Armee.

### Nachkriegszeit bis zur Gegenwart
Nach dem Ende des Zweiten Weltkrieges wurde Žlutice wieder ein Teil der Tschechoslowakischen Republik und die deutschsprachige Bevölkerung wurde aus Luditz vertrieben, ihr Vermögen unter Berufung auf das Beneš-Dekret 108 konfisziert und die katholische Kirche enteignet. Bis 1949 galt zunächst wieder die alte Bezirkseinteilung, dann verlor Žlutice den Status als Bezirksstadt und wurde dem Okres Toužim zugeordnet. Seit dessen Auflösung zum 1. Jänner 1961 gehört Žlutice zum Okres Karlovy Vary. Zwischen 1965 und 1968 entstand die Talsperre Žlutice, dabei wurden die Dörfer Dolánky, Mlyňany und Skoky aufgegeben.
1996 wurde in Zusammenarbeit zwischen Stadtverwaltung Žlutice und den Heimatvertriebenen der Stadt und des Kreises Luditz das Kriegerdenkmal von 1929 für die Gefallenen des Ersten Weltkrieges mit einer Stützmauer gesichert. Im Zuge dieser Arbeiten wurde an der Stützmauer eine Gedenk- und Mahntafel, die Allen Opfern von Krieg Gewalt und Vertreibung gewidmet ist, angebracht.

### Wappen
Die Stadt führt ein Wappen mit einem Löwe, der an die Herrschaft der Vögte erinnert.

### Demographie
Bis 1945 war Luditz überwiegend von Deutschböhmen besiedelt, die vertrieben wurden.
| Jahr | Einwohner | Anmerkungen                  |
| ---- | --------- | ---------------------------- |
| 1785 | 0 k. A.   | 228 Häuser samt der Vorstadt |
| 1830 | 1395      | in 242 Häusern               |
| 1847 | 1758      | in 271 Häusern               |
| 1900 | 1847      | deutsche Einwohner           |
| 1921 | 2008      | davon 1916 Deutsche          |
| 1930 | 2019      | davon 139 Tschechen          |
| 1939 | 1970      | [ 13 ]                       |

| Jahr      | 1970 | 1980 | 1991 | 2001 | 2003 |
| --------- | ---- | ---- | ---- | ---- | ---- |
| Einwohner | 2195 | 2532 | 2802 | 2869 | 2817 |

## Stadtgliederung
Die Stadt Žlutice besteht aus den Ortsteilen Knínice (Knönitz), Protivec (Protowitz), Ratiboř (Ratiworz), Skoky (Mariastock), Verušice (Groß Werscheditz), Veselov (Paßnau), Vladořice (Wladar), Záhořice (Sahor) und Žlutice (Luditz). Grundsiedlungseinheiten sind Hradský Dvůr (Ratzkahof), Knínice, Mlyňany (Lindles), Protivec, Ratiboř, Skoky, Verušice, Veselov, Vladořice, Záhořice und Zlutice. Außerdem gehören zu Zlutice der Weiler Mlýnce (Linz) und die Wüstung Dolánky (Dollanka).
Das Gemeindegebiet gliedert sich in die Katastralbezirke Knínice u Žlutic, Mlyňany, Protivec u Žlutic, Ratiboř u Žlutic, Skoky u Žlutic, Verušice, Veselov, Vladořice, Záhořice und Zlutice.

## Sehenswürdigkeiten
- Stadtschloss
- Kirche St. Peter und Paul
- Dreifaltigkeitssäule
- Stadtmuseum

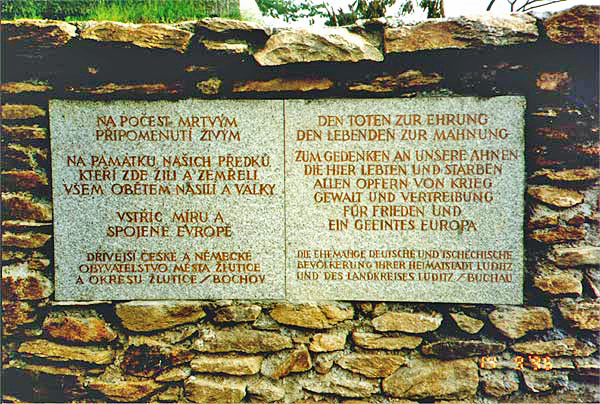
Zweisprachige Gedenktafel
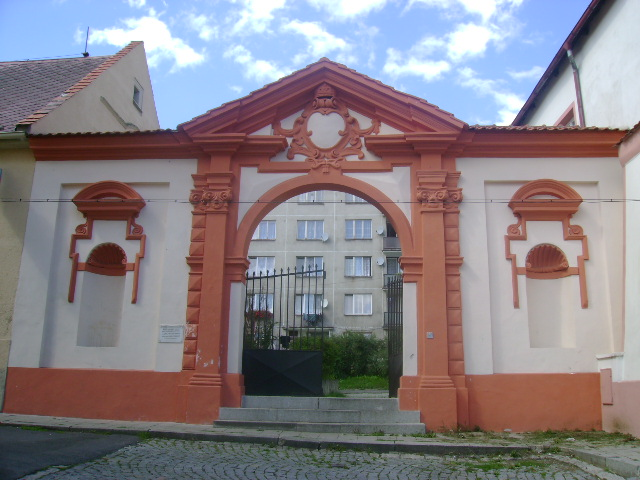
Pforte des Stadtschlosses
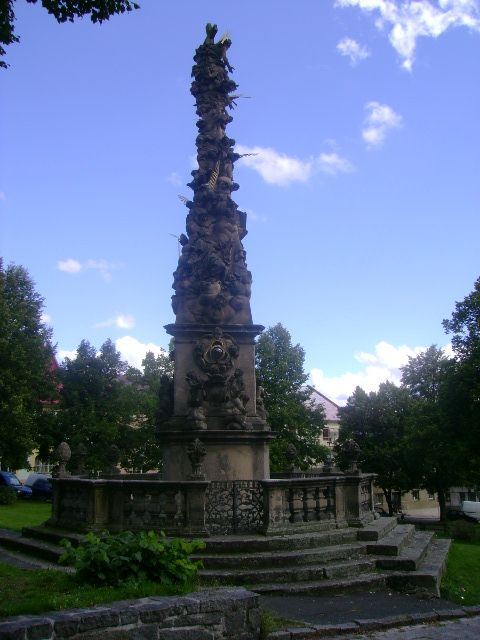
Dreifaltigkeitssäule auf dem Markt

## Persönlichkeiten

### Söhne und Töchter der Stadt
- Franz Moth (1802–1879), Mathematiker
- Maximilian Liebsch (1831–1880), Ordenspriester
- Emanuel Wirth (1842–1923), Violinist
- Adolf Bohaty (1845–1929), österreichisch-tschechoslowakischer Bauunternehmer und Politiker
- Max Jakob (1847–1918), Orgelbauer
- Hugo Liehm (1879–1958), Klarinettfabrikant, Politiker (DNP, SdP, NSDAP) und Bürgermeister von Luditz 1926–1935
- German Josef Krieglsteiner (1937–2001), Mykologe

### Personen mit Bezug zu Luditz
- Georg Stangl (1889–1945), Politiker (SdP), NSDAP-Kreisleiter von Luditz